# João Ubaldo Ribeiro

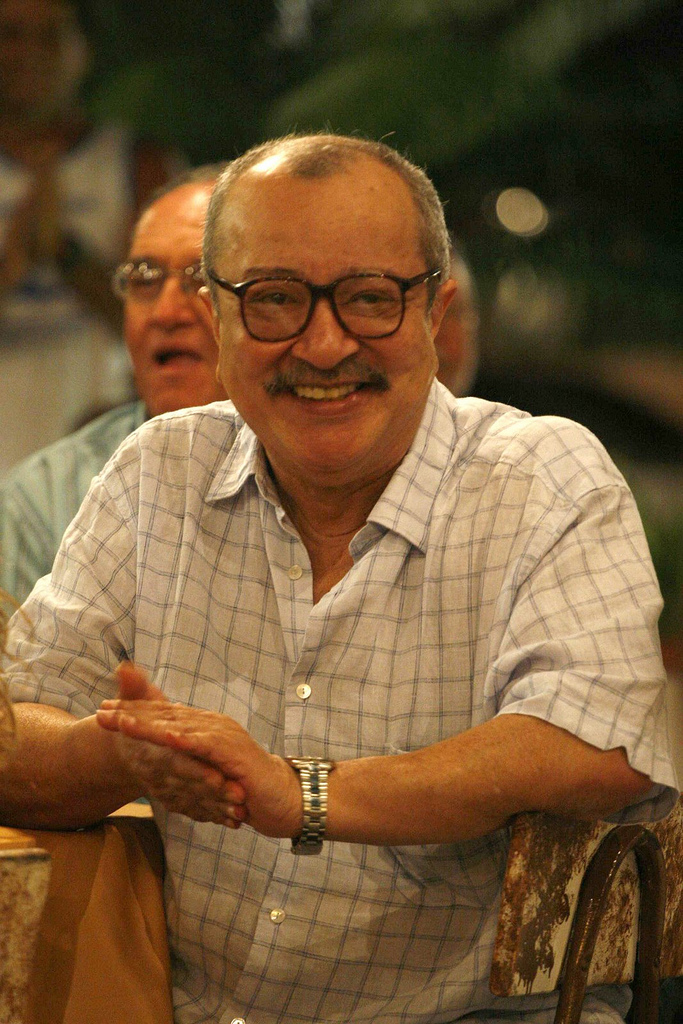

João Ubaldo Ribeiro, född 23 januari 1941, död 18 juli 2014, var en brasiliansk författare, journalist, manusförfattare och professor. 
Han var medlem av Academia Brasileira de Letras. År 2008 tilldelades han Camões pris, den främsta utmärkelsen för författare som skriver på det portugisiska språket.  
Bland hans många verk märks den omfångsrika romanen Viva o povo Brasileira (1989, svensk översättning Brasilien, Brasilien  1991) som är en storslagen krönika om Brasiliens historia från 1600-talet och framåt.